# Guida insolita ai misteri, ai segreti, alle leggende e alle curiosità dei castelli del Piemonte
La Guida insolita ai misteri, ai segreti, alle leggende e alle curiosità dei castelli del Piemonte è una guida compilata da Massimo Centini e pubblicata per i tipi della Newton Compton Editori. La prima edizione risale al 2001. Nel 2010 una ristampa è stata distribuita in abbinamento con il quotidiano La Stampa.

## Tra arte e architettura
La pubblicazione costituisce una summa - sorta di vero e proprio censimento - dei castelli ed edifici storici, delle fortificazioni e dei ricetti presenti sul territorio del Piemonte, una regione che con il suo migliaio di castelli di ogni tipologia - come sottolinea la nota editoriale nel risvolto di copertina - "costituisce una delle terre più ricche di edifici in cui la storia si è intrecciata alla leggenda". 
Il castello viene 'visto' perciò sia come struttura utilizzata per la difesa militare sia come residenza signorile, in ogni caso come "una struttura architettonica e cultura multipla nel quale è contenuta la storia degli uomini, in tutte le sue sfaccettature e nelle sue molteplici diramazioni". 
Un aspetto ulteriore che viene preso in esame dal volume è quello del castello come contenitore di "tesori e segreti inconfessabili", spesso fonte di curiosità per appassionati e turisti: un viaggio fra arte ed architettura che va dall'epoca romana al tempo dei longobardi, dalla cultura del feudalesimo a quella definita dai possedimenti della casa regnante dei Savoia. 

## La guida
La guida è organizzata per ciascuna delle otto province del Piemonte (Alessandria, Biella, Cuneo, Novara, Torino, Verbano-Cusio-Ossola e Vercelli).
Per ciascuna provincia vengono illustrate, attraverso schede di varia ampiezza, le realtà locali, con pertinenti ed appropriati riferimenti storici e architettonici.
Completa l'opera, oltre a un'introduzione che dà conto del senso complessivo del progetto, un glossario curato da Mauro Minola, un ampio apparato bibliografico e due indici specifici dei nomi e dei luoghi citati nell'opera.

## L'autore
Massimo Centini è nato a Torino nel 1955. Laureato in antropologia culturale, collabora con università e musei italiani e stranieri. Secondo le note biografiche riportate nel risvolto dell'ultima di copertina, è autore di numerosi studi di antropologia e, sempre per i caratteri della Newton Compton Editori, di libri sulla storia e sulla cultura del Piemonte. Con Andrea Accorsi si è occupato anche in diversi libri del tema del serial killer.